# Jakub Gulczewski
Jakub Gulczewski herbu Junosza (zm. ok. 1585) – podsędek ziemski nurski w 1576/1577 roku, skarbnik wyszogrodzki.
Poseł ziemi nurskiej na sejm piotrkowski 1562/1563 roku, sejm koronacyjny 1574 roku, poseł województwa mazowieckiego na sejm parczewski 1564 roku, poseł ziemi nurskiej na sejm 1570 roku, sejm 1576/1577 roku, sejm 1578 roku.